# Rudgar von Veltheim

Thronsiegel Erzbischof Rotgers von Magdeburg. Das Siegel gehört zu einer Urkunde, in der Rotger die Einrichtung des Chorherrenstifts Neuwerk in Halle bestätigt und reich ausstattet.

Rudgar von Veltheim (auch Rotger, Rötger, Ruotger; †  20. Dezember 1125 in Magdeburg) war von 1119 bis 1125 Erzbischof von Magdeburg.
Rudgar, Graf von Veltheim, Sohn eines gleichnamigen Vaters, war Kanoniker in Bamberg, kam nach Magdeburg, trat hier in das Domkapitel ein und wurde dann weiter zum erzstiftlichen Kämmerer und Propst des Klosters Bibra befördert. Nach dem Tod Adelgods, einem Vetter Rudgars, setzte der Vogt des Erzstiftes, Wiprecht von Groitzsch, die Wahl seines Neffen Rudgar zum Erzbischof durch. Rudgar setzte sich dem Zorn Heinrichs V. aus, da er Papst Calixt II. unter Eid schwor, sich weder dem Kaiser noch dem Gegenpapst Maurice Bourdin anzuschließen. Mit Beilegung des Investiturstreits durch das Wormser Konkordat kam es auch zu einer Aussöhnung zwischen Kaiser und Erzbischof. Rudgar starb am 20. Dezember 1125 in Magdeburg, nachdem er längere Zeit mit einem Fieber danieder gelegen war. Sein Leichnam wurde im Magdeburger Dom bestattet.
Rudgar förderte u. a. die Errichtung des Augustinerchorherrenstiftes auf dem Petersberg bei Halle durch die Grafen von Wettin.
Friedrich III. von Pettendorf war der Bruder Rudgars und Heilika von Lengenfeld damit seine Nichte. Seine Großmutter mütterlicherseits, Sigena von Leinungen, war in zweiter Ehe mit Friedrich I. von Pettendorf verheiratet. Aus der ersten Ehe von Sigena mit Gaugraf Wiprecht I. entstammte sein Onkel Wiprecht von Groitzsch, der ihm auf den Bischofsstuhl verhalf.